# عبد رب النبي حافظ
عبد رب النبي حافظ (16 يونيو 1930 – 23 مارس 2022) قائد عسكري مصري، من مواليد 16 يونيو 1930، شغل سابقاً منصب رئيس أركان حرب القوات المسلحة. تخرج في الكلية الحربية يوم 1 فبراير 1949. شارك في حرب اليمن وحرب 1967 وحرب الاستنزاف وحرب أكتوبر. كما قاد عدد من المعارك من أبرزها معركة الدبابات الكبرى ضد إسرائيل، ومعركة الجلاء.

## حياته المهنية
- قائد الكتيبة 17 في محور ريحانة خلال حرب اليمن.
- قائد اللواء 118 مشاة ميكانيكي «الجيش الثاني الميداني» خلال حرب الاستنزاف.
- رئيس أركان الفرقة 16 مشاة ميكانيكي «الجيش الثاني الميداني».
- قائد الفرقة 16 مشاة ميكانيكي «الجيش الثاني الميداني» خلال حرب أكتوبر.
- أمين عام وزارة الدفاع.
- رئيس أركان الجيش الثاني الميداني.
- قائد الجيش الثاني الميداني.
- رئيس هيئة عمليات القوات المسلحة.
- رئيس أركان حرب القوات المسلحة.[5]

## الأوسمة والنياشين
1. وسام التحرير
2. وسام ذكرى قيام الجمهورية العربية المتحدة
3. وسام نجمة الشرف العسكرية
4. نوط الاستقلال
5. نوط الخدمة الممتازة
6. ميدالية الخدمة الطويلة والقدوة الحسنة
7. ميدالية جرحى الحرب
8. ميدالية 6 أكتوبر.[4]